# Davide Orrico
Pour les articles homonymes, voir Orrico.
Davide Orrico, né le 17 février 1990 à Côme, est un coureur cycliste italien.

## Biographie
Davide Orrico commence le cyclisme à l'âge de 7 ans (G1),.
En 2016, il remporte l'Oscar TuttoBici des amateurs.
Il devient coureur professionnel en 2021, à 30 ans, au sein de l'équipe Vini Zabù,.

## Palmarès
- 2006
  - 3e du championnat d'Italie sur route cadets
- 2008
  - 3e du Giro della Castellania
- 2011
  - Targa d’Oro Città di Legnano
- 2012
  - 2e du Gran Premio Somma
- 2013
  - Classica di Colbuccaro
  - Coppa Caduti Nervianesi
  - 3e du Piccola Sanremo
- 2014
  - 2e de la Coppa Città di San Daniele
  - 3e du Trophée MP Filtri
- 2016
  -  Champion d'Italie élites sans contrat
  - Mémorial Angelo Fumagalli
  - 2e du Grand Prix San Giuseppe
  - 2e de la Freccia dei Vini
  - 2e de l'Astico-Brenta
  - 2e de la Coppa Collecchio
  - 2e du Gran Premio Ezio Del Rosso
  - 3e du Grand Prix de l'industrie, du commerce et de l'artisanat de Carnago
- 2017
  - 3e du Grand Prix de Lugano

## Classements mondiaux
| Année           | 2012 | 2013 | 2014   | 2015 | 2016   | 2017 |
| --------------- | ---- | ---- | ------ | ---- | ------ | ---- |
| UCI Europe Tour | 854e | 480e | 1 057e |      | 1 072e | 278e |